# ロランド・パネライ

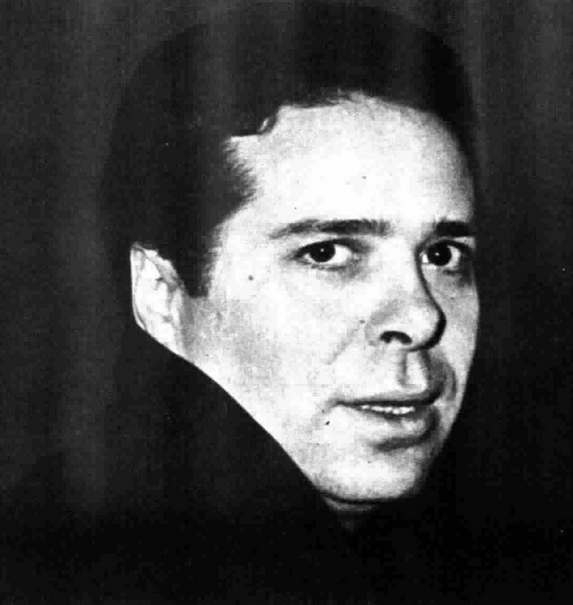
ロランド・パネライ（1974年）

ロランド・パネライ（Rolando Panerai, 1924年10月17日 - 2019年10月23日）は、イタリアのバリトン歌手。

## 生涯
カンピ・ビゼンツィオの生まれ。フィレンツェでヴィート・フラッツィ、ミラノでジャコモ・アルマーニとジュリア・テスに声楽を学んだ。1946年に生地のダンテ劇場でガエターノ・ドニゼッティの《ランメルモールのルチア》のエンリーコ役を歌って初舞台を踏んだ。翌年にスポレートの声楽コンクールに入賞し、ナポリのサン・カルロ劇場でジョアキーノ・ロッシーニの《エジプトのモーゼ》にファラオ役として出演した。1951年にはジャコモ・プッチーニの《蝶々夫人》のシャープレス役で出演し、同年イタリア放送協会のヴェルディ没後50周年のオペラ放送企画にも参加した。1954年にはジャン＝カルロ・メノッティの《アメリア舞踏会へ行く》の初演に参加し、1957年にはパウル・ヒンデミットの《画家マチス》のイタリア初演にも出演した。イタリア各地の歌劇場だけでなく、パリ・オペラ座やフランクフルト、ウィーン国立歌劇場やグラインドボーン音楽祭など世界各地の歌劇場に客演している。2011年にはジェノヴァでプッチーニの《ジャンニ・スキッキ》の公演に出演して健在を示した。2019年10月23日、亡くなった。95歳没。